# Comuna Vărădia, Caraș-Severin
Vărădia (în maghiară Varadia) este o comună în județul Caraș-Severin, Banat, România, formată din satele Mercina și Vărădia (reședința).

## Așezare
Se află la granița cu Serbia, pe malul râului Caraș. În comună se intră pe un drum secundar, care se desprinde de șoseaua Timișoara-Oravița, în dreptul satului Greoni.

## Demografie
Componența etnică a comunei Vărădia
     Români (59,38%)
     Romi (28,59%)
     Alte etnii (0,59%)
     Necunoscută (11,44%)
Componența confesională a comunei Vărădia
     Ortodocși (80,57%)
     Baptiști (4,4%)
     Alte religii (3,52%)
     Necunoscută (11,51%)
Conform recensământului efectuat în 2021, populația comunei Vărădia se ridică la 1.364 de locuitori, în scădere față de recensământul anterior din 2011, când fuseseră înregistrați 1.371 de locuitori. Majoritatea locuitorilor sunt români (59,38%), cu o minoritate de romi (28,59%), iar pentru 11,44% nu se cunoaște apartenența etnică. Din punct de vedere confesional, majoritatea locuitorilor sunt ortodocși (80,57%), cu o minoritate de baptiști (4,4%), iar pentru 11,51% nu se cunoaște apartenența confesională.

## Politică și administrație
Comuna Vărădia este administrată de un primar și un consiliu local compus din 9 consilieri. Primarul, Cristina-Loredana Racu[*], de la Partidul Social Democrat, este în funcție din 1 noiembrie 2024. Începând cu alegerile locale din 2024, consiliul local are următoarea componență pe partide politice:
|  | Partid                          | Consilieri | Componența Consiliului | Componența Consiliului | Componența Consiliului | Componența Consiliului |
|  | ------------------------------- | ---------- | ---------------------- | ---------------------- | ---------------------- | ---------------------- |
|  | Partidul Național Liberal       | 4          |                        |                        |                        |                        |
|  | Partidul Social Democrat        | 4          |                        |                        |                        |                        |
|  | Alianța pentru Unirea Românilor | 1          |                        |                        |                        |                        |

## Lăcașuri de cult
În sat există 2 biserici ortodoxe, din care doar una (fosta Biserică Greco-Catolică) e folosită de clericii ortodocși, cealaltă fiind transformată în mănăstire de călugări.
Există de asemeni o Biserică Greco-Catolică nouă, construită după revoluția din 1989.
Pe teritoriul comunei se află un conac ce a aparținut familiei Baich de Vărădia.

## Personalități
- Ioan Tomici (1771 - 1839), profesor, protopop;
- Coriolan Drăgulescu (1907-1977), chimist, academician, membru titular al Academiei Române.
- Victor Bârlea (1882 - 1959), deputat în Marea Adunare Națională de la Alba Iulia 1918

## Vezi și

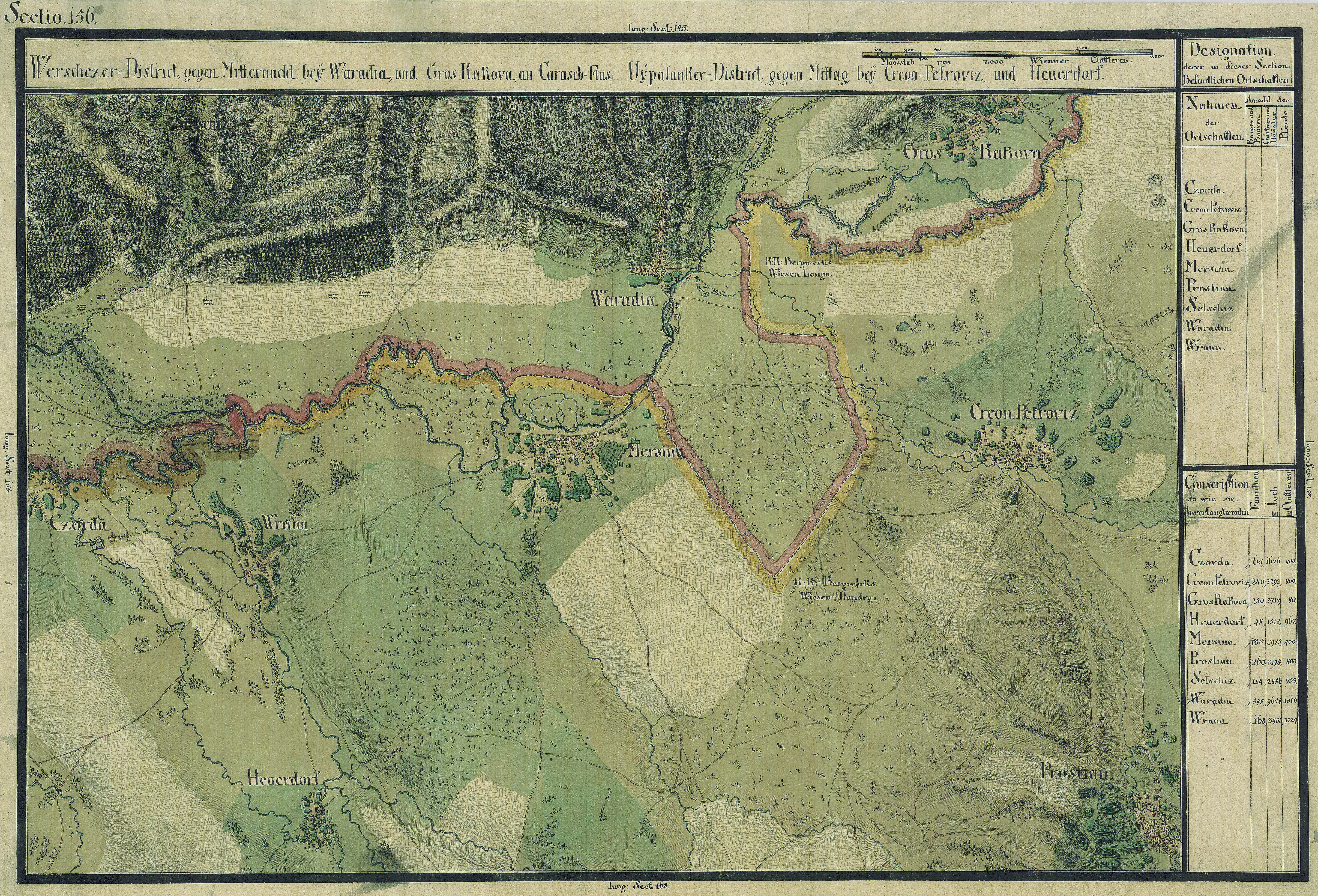
Vărădia în Harta Iosefină a Banatului, 1769-72

## Galerie de imagini

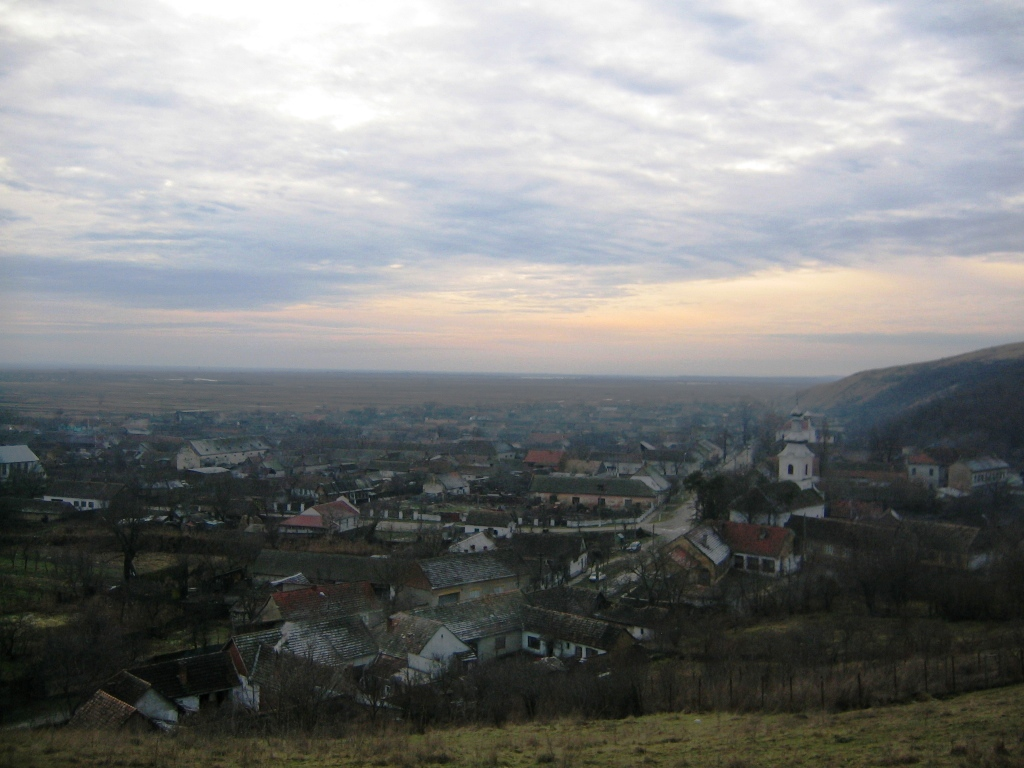
Vărădia